# Nittälven (naturreservat, Örebro län)
Nittälven är ett naturreservat i Ljusnarsbergs kommun och Hällefors kommun i Örebro län. Området fortsätter i Dalarnas län med reservatet Nittälven (naturreservat, Dalarnas län).
Området är naturskyddat sedan 2017 och är 1 988 hektar stort. Reservatet består av en sträcka av älven som omges av sumpiga skogar med kärr och granskog närmare älven och tall en bit ifrån.